# Archivio Storico del Banco di Napoli
L’Archivio Storico del Banco di Napoli, proprietà della Fondazione Banco di Napoli, si trova presso Palazzo Ricca, in via dei Tribunali 213, lungo il decumano maggiore della città partenopea. Il Palazzo, oltre ad essere sede della Fondazione stessa, è, dal 2016, anche sede de "Il Cartastorie - Museo dell'Archivio Storico del Banco di Napoli".
Palazzo Ricca fu già sede del Monte e Banco dei Poveri dal 1616 (quando fu acquistato da Gaspare Ricca); ad esso era stato congiunto molto più tardi, 1787, l'edificio confinante comprato dagli eredi di don Pietro Cuomo.
L’Archivio conserva le scritture degli antichi banchi pubblici napoletani a partire dal 1573, custodendo così un patrimonio culturale di inestimabile valore 450 anni della storia di Napoli e del Mezzogiorno d’Italia.

## Storia
L’Archivio deve la sua istituzione ad un decreto di Ferdinando I di Borbone, del 29 novembre del 1819, che destinò lo stabile del Banco dei Poveri, soppresso nel 1808, ad Archivio Generale dei documenti degli antichi banchi pubblici napoletani, compresi quelli del loro erede, il Banco delle Due Sicilie. 
Qui confluirono le scritture dei banchi della Pietà, dei Poveri, del Popolo, dello Spirito Santo del Salvatore, di Sant’Eligio, di San Giacomo e, più tardi, nel 1852 i documenti del Banco dell’Annunziata. 
L’Archivio custodisce anche le scritture del Banco delle due Sicilie, sorto nel 1809, in cui confluirono i suddetti banchi pubblici napoletani. Quest’ultimo istituto divenne, in seguito al 1861, Banco di Napoli e continuò a conservare la propria documentazione presso l’Archivio di via dei Tribunali. Come Archivio Generale sarà conosciuto fino al 1950, allorché esso assumerà la denominazione di Archivio Storico del Banco di Napoli.

## Le scritture
Le particolari caratteristiche dei documenti degli antichi banchi e la loro straordinaria quantità, conferiscono all’Archivio Storico importanza notevole non solo sotto il profilo della storia economica del Regno di Napoli a partire dalla seconda metà del secolo XVI, ma anche come fonte di storia politica, civile, artistica e religiosa dell’intero Sud Italia. Infatti, ad ogni pagamento effettuato attraverso ciascuno degli otto banchi pubblici era, nella maggior parte dei casi, allegata una causale descrittiva. Tale componente descrittiva permette di ricostruire la vita economica e sociale di Napoli e del Sud Italia in un arco di tempo che va, dal 1573 (anno del primo volume conservato presso l’archivio) sino all’alba del XIX secolo.

### Tipologie di scritture
Le scritture si possono dividere in due grandi categorie: patrimoniali e apodissarie. Le prime si riferiscono alla vita interna dei banchi, le seconde ai rapporti che essi ebbero con la clientela. 
Le scritture patrimoniali sono, per la loro tipologia, estremamente varie. Esse riguardano la gestione delle rendite, i rapporti con l’autorità reale o vicereale, l’amministrazione delle elemosine per finalità solidaristiche o la registrazione delle decisioni prese dal consiglio dei governatori del banco.
L’unità archivista fondamentale delle scritture apodissarie è la bancale, termine con il quale si indicano tanto la fede di credito quanto la polizza. I clienti dei banchi, depositando denaro presso le casse degli stessi, ricevevano, a richiesta, una fede di credito, un semplice foglio di carta avvalorato da un bollo, che attestava l’avvenuto versamento. Questo foglio poteva essere ‘girato’ a terzi, tramite una semplice disposizione autografa del cliente. Quindi si poteva pagare qualcuno semplicemente ‘girando’ la fede di credito, senza consegnare concretamente il denaro metallico.  Nel caso di pagamenti inferiori rispetto all’intero ammontare della cifra attestata sulla fede di credito o al di sotto di una certa somma, il pagamento si effettuava attraverso un altro tipo di documento, steso in carta semplice, la polizza.
La pandetta è il primo delle tre unità archivistiche utilizzate degli antichi banchi per tracciare i nominativi e le operazioni dei propri clienti. Si tratta di una grande rubrica in cui venivano annotati i nomi di tutti i clienti del banco per un dato periodo di esercizio (solitamente semestrale). I nomi erano disposti in ordine alfabetico, prima il nome e poi il cognome, secondo l’uso importato dagli spagnoli. Ad ogni nominativo erano assegnato uno o più numeri.
Questi numeri, chiamati numeri di affogliamento, erano un semplice rimando alle pagine del secondo libro, il libro maggiore, dove venivano riportare, nella forma della partita doppia, divise in entrate ed in uscite, le operazioni di ciascun cliente. Ogni volta che qualcuno pagava o incassava denaro attraverso una fede di credito o una polizza, l’operazione veniva scrupolosamente annotata sul suo conto. Su una pagina potevano essere presenti i conti di più persone e, per questo motivo, quando lo spazio terminava il conto del cliente proseguiva alla successiva pagina libera. Per questa pratica ragione i clienti che movimentavano più denaro avevano spesso più numeri di affogliamento.
Ma il sistema di registrazione dei movimenti prevedeva un ulteriore e significativo passaggio. Fedi di credito, polizze e tutti gli altri bancali usati per effettuare pagamenti, ad operazione conclusa, venivano minuziosamente ricopiate in registri chiamate giornali copiapolizze. Un impiegato, detto giornalista, si occupava di ricostruire così l’attività del banco, giorno per giorno, annotando ogni operazione, ogni cifra e ogni causale passata per l’ufficio detto “ruota”, l’equivalente dell’odierno sportello di banca.
Le bancali originali venivano, infine, infilzate con una sottile corda munita di punteruolo metallico e, per risparmiare spazio, appese al soffitto. Questo curioso metodo di conservazione creava, nei locali degli antichi archivi dei banchi, una fitta giungla di liane di carta, le filze, penzolanti dal soffitto.